# San Antonio (Nouveau-Mexique)
Pour les articles homonymes, voir San Antonio (homonymie).
San Antonio est une localité classée comme Census-designated place dans le comté de Socorro, au Nouveau-Mexique, aux États-Unis, situé à peu près au centre de l'État, sur le Rio Grande. La population totale du comté est d'environ 18 000 personnes.